# Courant chaud (film, 1939)
Pour plus de détails, voir Fiche technique et Distribution.
Courant chaud (暖流, Danryū) est un film japonais réalisé par Kōzaburō Yoshimura et sorti en 1939 en deux parties,. Une version plus courte rassemblant les deux parties ressort en 1948.

## Synopsis
Yuzo Hibiki est un homme d'affaires brillant, issu d'un milieu pauvre, il a financé ses études en travaillant pour la clinique de Yasuhide Shima à Tokyo. Quand ce dernier tombe malade et que la clinique connaît de graves difficultés de gestion, il lui en confie la direction, plutôt qu'à son fils aîné dépensier Yasuhiko. Yuzo redresse avec fermeté la situation, aidé en cela par l’infirmière Gin. Cette dernière en effet, tombée sous le charme de Yuzo, devient sa complice et l’informe sur tout. De son côté, Yuzo Hibiki est attiré par la fille de Yasuhide, Keiko. À la mort du vieux Yasuhide Shima, son fils Yasuhiko et le chirurgien Sasajima, lui aussi amoureux de Keiko, tentent de reprendre le contrôle de la clinique.

## Fiche technique
- Titre : Courant chaud[4]
- Titre français alternatif : Le Courant chaud[5]
- Titre original : 暖流 (Danryū?)
- Réalisation : Kōzaburō Yoshimura
- Scénario : Tadao Ikeda, d'après un roman de Kunio Kishida
- Photographie : Toshio Ubukata
- Montage : Yoshiyasu Hamamura
- Musique : Hikaru Saotome
- Société de production : Shōchiku
- Pays d'origine :  Empire du Japon
- Langue : Japonais
- Format : noir et blanc - 1,37:1 - Format 35 mm - Son mono
- Genre : drame - mélodrame
- Durées :
  - Version de 1939 : 94 minutes[1] (métrage : 10 bobines - 2 577 m[1]) + 83 min[2] (métrage : 9 bobines - 2 281 m[2])
  - Version de 1948 : 124 minutes[3]
- Dates de sortie :
  - Empire du Japon : 1er décembre 1939[1],[2]

## Distribution
- Shin Saburi : Yuzo Hibiki
- Mieko Takamine : Keiko Shima
- Mitsuko Mito : Gin Ishiwata, une infirmière amie d'enfance de Keiko
- Tatsuo Saitō : Yasuhiko Shima, le frère aîné de Keiko
- Hideo Fujino : Yasuhide Shima, le père de Keiko
- Fumiko Katsuragi : Takiko Shima, la mère de Keiko
- Fumiko Okamura : Yone Hibiki, la mère de Yuzo
- Ryōtarō Mizushima : Shunroku Hibiki, le père de Yuzo
- Shin Tokudaiji : le chirurgien Sasajima
- Shin'ichi Himori : Itoda, le chef du personnel de l'hôpital Shima
- Shin'yō Nara : le docteur Kanaya
- Takeshi Sakamoto : Sagara, un marchand d'Osaka
- Kanji Kawara : le docteur Tadokoro

## Autour du film
À la fin des années 1930, l'armée confie à Kōzaburō Yoshimura un projet d'abord refusé par Hiroshi Shimizu, L'Histoire du commandant de chars Nishizumi (西住戦車長伝, Nishizumi senshacho-den, 1940). Yoshimura accepte à condition de pouvoir tourner au préalable Courant chaud d'après un roman de Kunio Kishida. Un coup de poker réussit car Courant chaud est le film qui fait connaître Kōzaburō Yoshimura, le film emporte l'adhésion du public comme celui des autorités car réussissant à ne jamais faire ressentir l'impact de la guerre dans un contexte d'austérité anxiogène.
Selon Clément Rauger, « Le Courant chaud nous raconte les destinées sentimentales de cinq employés d'un grand hôpital, tiraillés entre passion et carriérisme. [...] Le Courant chaud est certes une œuvre mineure dans la carrière de Kōzaburō Yoshimura, qui signera ses chefs-d’œuvre après la guerre. On ne doit pas oublier qu'il fut produit dans un contexte difficile et c'est parfois dans l'absence de mise en scène que se ressent l'urgence d'une situation conservatrice, contrariant ici la frénésie amoureuse de tous ces personnages ».
Le cinéaste Kenji Mizoguchi relève l'étonnante modernité du personnage féminin de Kieko, interprété par Mieko Takamine, très clairement identifiée comme une intellectuelle. Un détail passé sous la ligne de flottaison de la censure.